# Giovanni Oliva (Altertumsforscher)
Giovanni Oliva (* 11. Juli 1689 in Rovigo, Venetien; † 19. März 1757 in Paris) war ein italienischer Altertumsforscher und Bibliograf.

## Leben
Als ein Zögling des Seminars zu Padua bezog Giovanni Oliva die dortige Universität, wurde 1711 Priester und bald darauf Professor der Humanitätswissenschaften am Kollegium zu Asolo. In seiner Freizeit beschäftigte er sich eingehend mit dem Studium der französischen Sprache und übersetzte 1716 Claude Fleurys Traité des études ins Italienische. Nach einer achtjährigen Verwaltung der Professur in Asolo ging er auf Wunsch seiner Freunde nach Rom, wo er sich das Wohlwollen Clemens’ XI. erwarb und nach dem Tod dieses Papstes (1721) erster Sekretär des Konklave wurde. Bei dieser Gelegenheit lernte ihn der Kardinal von Rohan schätzen. Dieser brachte ihn 1722 nach Frankreich und übertrug ihm die Aufsicht über seine ansehnliche Bibliothek, mit der Oliva, bei deren Verkauf, in die Dienste des Soubiseschen Hauses überging. So übte er während seines restlichen Lebens mehr als drei Jahrzehnte die Leitung dieser Bibliothek aus, die unter seinem Einfluss ein literarisches Zentrum für französische Gelehrte und eine wertvolle Informationsquelle für ausländische Wissenschaftler wurde. Oliva erwarb neue Bücherbestände und verfertigte in langwieriger Arbeit einen Katalog in 25 Foliobänden über diese reichhaltige Bibliothek. In Paris gab er auch Unterricht in der griechischen und lateinischen Sprache, die er beide gründlich beherrschte. Kardinal von Rohan hatte ihn einbürgern lassen, um ihm den Besitz von Pfründen in Frankreich zu ermöglichen. 1757 starb Oliva im Alter von 67 Jahren in der französischen Hauptstadt.
Olivas literarische Tätigkeit beschäftigte sich u. a. mit griechischer und römischer Archäologie. So verfasste er bereits 1716 die zu Venedig erschienene Oratio de numorum veterum cognitione cum historia conjungenda, ferner 1718 die sich mit der Lage der Grammatiker im antiken Rom befassende Abhandlung De antiqua in Romanis scholis grammaticorum disciplina dissertatio ludicra und 1719 die in Rom gedruckte Beschreibung eines der Isis gewidmeten Marmordenkmals (In marmor Isiacum Romae nuper effosum exercitationes, 1719). Dieses Denkmal war gerade bei Ausgrabungen nahe der Bibliothek der Minerva entdeckt worden, und Oliva suchte nachzuweisen, dass es ursprünglich als Votivaltar konzipiert war. Alle drei genannten kleinen Abhandlungen sind gesammelt unter dem Titel Œuvres diverses de l’abbé Oliva (Paris 1758) erschienen. Der Herausgeber, ein Herr Escalopier, hat dem Buch eine Éloge historique de l’auteur beigefügt.
Ein weiteres Werk Olivas trägt den Titel Les impostures de l’histoire ancienne et profane, traduction de l’italien de Lancelotti par l’abbé Oliva, revue et corrigée (posthum hrsg. in 2 Bde., London und Paris 1770). Ferner schrieb Oliva Epistola de vita Camilli Silvestris (Rom 1720), die der von diesem Gelehrten handschriftlich hinterlassenen Interpretatio in anaglyphum graecum vorangestellt ist. Als Giovanni Maria Lancisi, der Leibarzt Clemens’ XI., während des Drucks dieses Werks starb, fügte Oliva eine De morte J. M. Lancisii brevis dissertatio hinzu. Des Weiteren gab Oliva 1723 zu Paris  Poggio Bracciolinis De varietate fortunae libri quatuor nach einem Manuskript des Kardinals Ottoboni  sowie 57 unveröffentlichte Briefe Poggios heraus.